# Publio Canidio Craso
Publio Canidio Craso (en latín, Publius Canidius Crassus) fue un político y militar romano, muerto en 30 a. C., que sirvió como legado de Marco Antonio. 

## Carrera pública
Sirvió primero bajo las órdenes de Marco Emilio Lépido en el sur de la Galia, en 43 a. C., cuando Antonio se vio obligado a buscar refugio allí, y fue el principal instrumento en el logro de la unión entre los ejércitos de Lépido y Marco Antonio. Obtuvo el consulado en 40 a. C., como cónsul sufecto con Lucio Cornelio Balbo, y después fue uno de los legados de Antonio, a quien acompañó en su campaña contra los partos. 
En el 38 a. C. cuando Antonio regresó de esa expedición, Canidio Craso sirvió como general en Armenia, en donde invadió la iberia caucásica y obligó a su rey, Parnavaz II de Iberia, a aliarse con el rey Zobéra, de Albania. Tras sojuzgar tanto a unos como a otros, Craso llegó hasta el Cáucaso y luego se unió a la campaña de Marco Antonio en Partia del año 36 a. C.. Craso fue tan desafortunado como los demás generales romanos que participaron en la expedición, todos los cuales sufrieron grandes pérdidas, y se vieron obligados a retirarse. 
En el año 32 a. C., cuando Antonio resuelve ir a la guerra contra Octaviano, Craso recibió el encargo de llevar el ejército, que estaba estacionado en Armenia, hasta la costa del Mediterráneo. Al estallar la guerra civil muchos de los amigos de Antonio le aconsejaron que retirase a Cleopatra del mando del ejército, pero Craso, que fue sobornado por la reina, se opuso a este plan, y en consecuencia la reina acompañó a su amante a la guerra fatal. Poco después, sin embargo, Craso también aconsejó a Antonio que la enviara de vuelta a Egipto, pero esta vez su consejo fue ignorado. 
En la batalla de Actium, en 31 a. C., dirigió las tropas terrestres de Marco Antonio en su enfrentamiento con Cayo Julio César Octaviano, habiendo advertido a Marco Antonio antes de la batalla que sería más ventajoso para sus fuerzas combatir junto con las de Cleopatra en tierra, pero solo hizo el papel de un mero espectador del desenlace. Tras la derrota de Marco Antonio, Craso y su ejército aún resistieron durante siete días en espera que Antonio regresara, pero finalmente el desesperado Craso se dio a la fuga, y siguió a su amo a Alejandría, dejando a su ejército abandonado a la suerte. Fue a Egipto, después de la caída de Antonio, en donde acabó ejecutado por orden de Octaviano.